# Sabir Agougil
Sabir Agougil (Rotterdam, 18 januari 2002) is een Nederlands voormalig voetballer van Marokkaanse afkomst die als middenvelder voor NAC Breda speelde.

## Carrière
Sabir Agougil speelde in de jeugd van VV Internos en NAC Breda, waar hij in 2019 een contract tot medio 2022 tekende. Hij debuteerde voor NAC op 27 augustus 2021, in de met 3-0 gewonnen thuiswedstrijd tegen ADO Den Haag. Hij kwam in de 87e minuut in het veld voor Ralf Seuntjens. Op 26 oktober van hetzelfde jaar mocht hij in de na strafschoppen gewonnen bekerwedstrijd tegen VVV-Venlo in de basis beginnen. In januari 2022 veroverde hij ook in de competitie een basisplaats. 
Het seizoen 2022/23 kreeg Agougil meer speelminuten. Hij maakte zijn eerste doelpunt voor NAC op 29 april 2023 tegen Roda JC (4-2). Vanaf oktober 2023 kreeg hij bijna geen speeltijd meer. Aan het einde van het seizoen 2023/24 promoveerde NAC naar de Eredivisie, maar het contract van Agougil werd niet verlengd.
Sinds de zomer van 2024 zit Agougil zonder club.

## Persoonlijk
Sabir Agougil is de broer van voetballer Oualid Agougil.

## Statistieken
| Seizoen                    | Club           | Competitie     | Competitie | Competitie | Beker | Beker | Totaal | Totaal |
| Seizoen                    | Club           | Competitie     | Wed.       | Dlp.       | Wed.  | Dlp.  | Wed.   | Dlp.   |
| -------------------------- | -------------- | -------------- | ---------- | ---------- | ----- | ----- | ------ | ------ |
| 2021/22                    | NAC Breda      | Eerste divisie | 16         | 0          | 4     | 0     | 20     | 0      |
| 2022/23                    | NAC Breda      | Eerste divisie | 36         | 3          | 3     | 0     | 39     | 3      |
| 2023/24                    | NAC Breda      | Eerste divisie | 11         | 0          | 1     | 0     | 12     | 0      |
| Carrièretotaal             | Carrièretotaal | Carrièretotaal | 63         | 3          | 8     | 0     | 71     | 3      |
| Bijgewerkt op 9 maart 2025 |                |                |            |            |       |       |        |        |